# Peter de la Mare
Peter de la Mare (1294 - voor 1400) was een Engels politicus die bekend werd als voorzitter (speaker) van het Lagerhuis tijdens het Goede Parlement van 1376. 

## Persoonlijk leven
Zijn ouders waren waarschijnlijk Reginald de la Mare (gestorven vóór 1358), van Yatton en Little Hereford in Herefordshire, en zijn vrouw Margery. Zijn jongere broer Malcolm, ook prominent in Herefordshire en een parlementslid in verschillende parlementen, stierf kinderloos. Zijn zuster Joan trouwde met Simon Brockbury en hun dochter Margaret trouwde met William Seymour, en kreeg een zoon Roger (overleden in 1420) die de landgoederen van zijn oudoom erfde, wat impliceert dat Peter de la Mare kinderloos stierf op hoge leeftijd, en misschien nooit is getrouwd. Hij stond bekend als een uitmuntend en gedurfd spreker.

## Professioneel leven
Voordat hij speaker werd, werkte hij als tolbeambte en sheriff van Herefordshire in 1374 en diende hij als seneschalk (rentmeester) van Edmund Mortimer, 3e graaf van March. Het is mogelijk dat zijn band met Mortimer tot zijn verkiezing tot parlementslid heeft geleid. Hij staat bekend als de eerste speaker waarvan men weet dat hij gekozen werd door het Lagerhuis zelf, en dat hij speaker is gebleven gedurende de ganse legislatuur van het Goede Parlement.
Peter de la Mare nam deel aan het 'Goede Parlement' van 1376 als ridder voor Herefordshire. Hij fungeerde als woordvoerder (speaker) van het Lagerhuis in het Hogerhuis tijdens de aanklacht tegen twee ministers van koning Eduard III wegens wanbestuur van leden van zijn kroonraad.  
De politieke invloed van het Goede Parlement was echter van korte duur. In november 1376 werd Peter de la Mare door Jan van Gent gevangen gezet in Nottingham Castle. Ondanks pleidooien voor zijn vrijlating weigerde het 'Slechte Parlement' van 1377 hem gratie te verlenen. Hij kreeg echter zijn vrijheid terug in juni 1377, kort na de dood van Edward III.
Na zijn vrijlating kreeg hij gratie en schadeloosstelling van koning Richard II. 
Peter de la Mare werd niet meer herkozen voor zijn shire in het parlement dat verzamelde in Gloucester in oktober 1378. Tussen 1380 en 1383 was hij nog vijf maal parlementslid voor Herefordshire. In mei 1380 werd hij benoemd als vrederechter in Herefordshire; hij zetelde in verscheidene koninklijke commissies. Na 1382 zijn er geen documenten meer van hem als vrederechter. Het is niet bekend hoe lang hij nog leefde, maar in 1400 was hij overleden

## Voorkomen in het allegorisch gedicht Piers Plowman
Veel geleerden zijn het erover eens dat het 'parlement van ratten en muizen' in de proloog van Piers Plowman van William Langland een directe verwijzing is naar het Goede Parlement. Peter de la Mare wordt afgeschilderd als de "rat van faam" die voorstelt de kat (die waarschijnlijk Jan van Gent is) te verbannen, waardoor hij wordt afgeschilderd als een goedbedoelende hervormer die niet zou of kon doorzetten.